# Bistum Tarawa und Nauru
Das Bistum Tarawa und Nauru (lateinisch Dioecesis Taravana et Nauruna) ist eine in Kiribati und Nauru gelegene römisch-katholische Diözese mit Sitz in South Tarawa.

## Geschichte
Das Bistum Tarawa und Nauru wurde am 28. Juni 1897 durch Papst Leo XIII. aus Gebietsabtretungen des Apostolischen Vikariates Mikronesien als Apostolisches Vikariat Gilbertinseln errichtet. Das Apostolische Vikariat Gilbertinseln wurde am 21. Juni 1966 durch Papst Paul VI. mit der Apostolischen Konstitution Prophetarum voces zum Bistum erhoben und in Bistum Tarawa umbenannt. Es wurde dem Erzbistum Suva als Suffraganbistum unterstellt. Am 15. November 1978 wurde das Bistum Tarawa in Bistum Tarawa, Nauru und Funafuti umbenannt. Das Bistum Tarawa, Nauru und Funafuti gab am 10. September 1982 Teile seines Territoriums zur Gründung der Mission sui juris Funafuti ab und wurde in Bistum Tarawa und Nauru umbenannt.

## Ordinarien

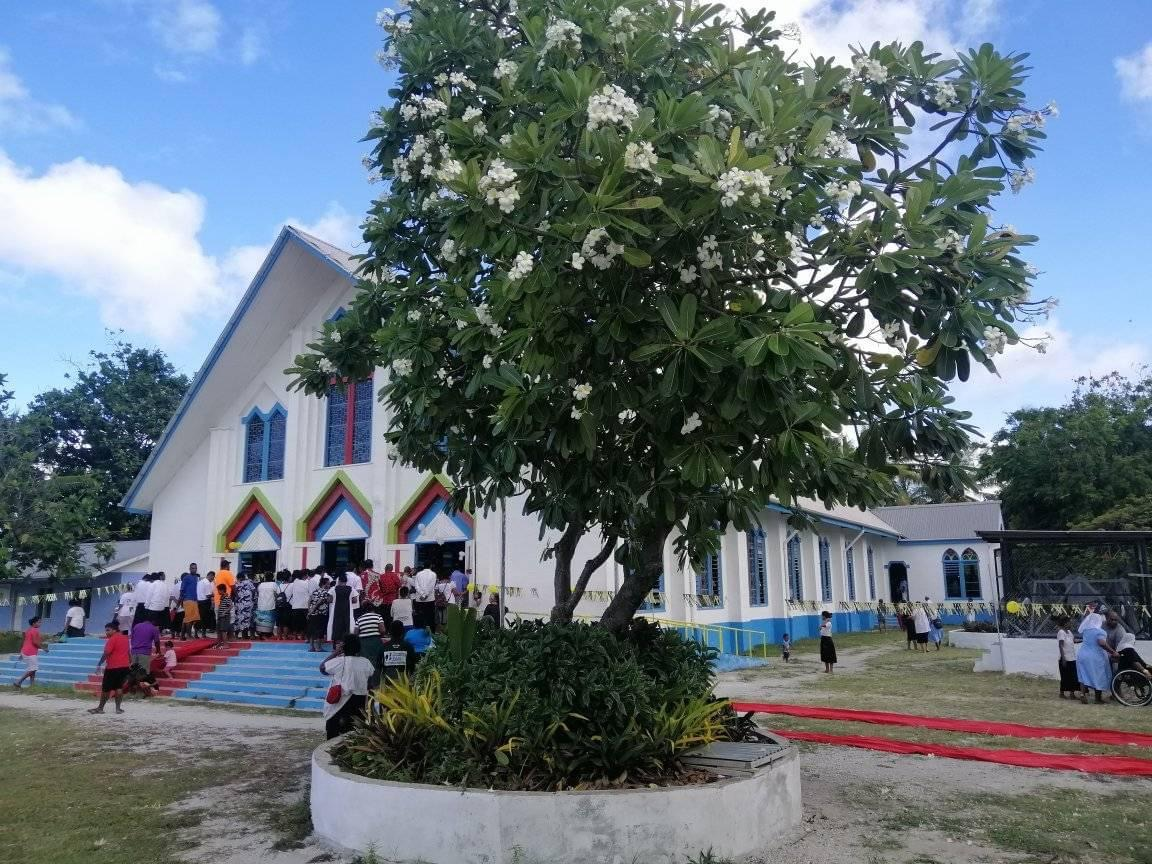
Herz-Jesu-Kathedrale in South Tarawa

### Apostolische Vikare
1. Joseph-Marie Leray MSC, 1897–1927
2. Joseph Bach MSC, 1927–1933
3. Octave-Marie Terrienne MSC, 1937–1961
4. Pierre-Auguste-Antoine-Marie Guichet MSC, 1961–1966

### Bischöfe
1. Pierre-Auguste-Antoine-Marie Guichet MSC, 1966–1978
2. Paul Eusebius Mea Kaiuea MSC, 1978–2020
3. Koru Tito (2020 zum Bischof ernannt, 2022 vor Empfang der Bischofsweihe verstorben)
4. Simon Mani MSC, seit 2024